# Crkva Svetog Josipa u Zenici
Crkva Svetog Josifa u Zenici katolička je crkva koja pripada Vrhbosanskoj nadbiskupiji. Kod crkve je župni ured, u sklopu pripadajućeg zemljišta.

## Istorija
Samostalna župa Zenica osnovana je 1858. godine; sjedište je bilo u Crkvici, gdje je i ostalo do 1870. godine kada je izgrađena ova crkva koja je postala dijelom zeničke župe pet godina poslije — 1875. godine. Prvo je, zapravo, bila posvećena proroku Iliji. Glavni dio župe Sv. Ilije bio je ovdje, u Popovoj bašti — sve do 1910. godine i izgradnje današnje Crkve sv. Ilije Proroka i tu je premješteno sjedište župe proroka Ilije. Posljednja misa u staroj, izvornoj crkvi na ovom mjestu, slavila se na svetkovinu Sv. Josifa 1910. godine.
Broj stanovnika je rastao u prostranoj zeničkoj župi i bila je potrebna nova. Župa Sv. Ilije obuhvatala je lijevu stranu rijeke Bosne, od ušća Lašve na jugu do naselja Nemila na sjeveru. Pučanstvo je zapravo željelo restaurirati staru crkvu i jednom mjesečno slaviti misu; zatražili su potvrdu iz Sarajeva, kada je nadbiskup Ivan Šarić 31. oktobra 1935. godine osnovao župu u Gornjoj Zenici (Meokušnice) — sa sjedištem uz staru crkvu, zaštitnikom Svetim Josifom (Josip). Gornja Zenica izdvojila se iz župe Zenica i postala je nezavisna župa (jedna od pet zeničkih župa, smještena na lijevoj obali Bosne — jz. zeničke kotline; tada obuhvata veliki dio grada te šest prigradskih ruralnih naselja).
Izbor Sv. Josifa kao zaštitnika jeste jer se posljednja misa u staroj crkvi slavila na svetkovinu Sv. Josif 1910. godine. Razlog je i što je Zenica kao radnički grad, koji ima novu župu čiji su pripadnici stanovnici koji su većinom radnici, stavljena pod zaštitu Pravednog Sv. Josifa Radnika. Nakon 25 godina, 10. oktobra 1935. godine, u staroj crkvi odslužena je prva misa. Stara crkva je već bila trošna, ali zidovi očuvani. Prvi župnik bio je sveštenik Vrhbosanske nadbiskupije vlč. Milivoj Čekada; odustao je od preinačivanja i (re)adaptiranja; tako se i odlučilo da se ne obnavlja stara nego na temeljima one iz 1870. godine — 1939. godine izgradi nova crkva Sv. Josifa. Radovi su bili svršeni iste godine (krov, zvonik).
U krugu crkve je župna kuća, samostan sestara uršulinki, od 2000. i Karitasov višefunkcionalni centar. Filijalna crkva ove župe je u Drivuši (i.). Idući nadolje je i Kazneno-popravni dom Zenica.
Pred proslavu patrona župa ima nadaleko poznate devetnice Sv. Josifu, pa devet srijeda prije praznika Sv. Josif — vjernici hodočaste.

## Opis
Unutrašnje uređenje crkve freskama biblijskih motiva na zidovima radio je umjetnik Josip Gruber iz Slavonskog Broda. Dana 22. novembra 1943. nadbiskup Šarić delegirao je župnika Čekadu da blagoslovi zvono crkve, liveno kod Kvirina Lebeša u Zagrebu.

## Spoljašnje veze
- Vrhbosanska nadbiskupija, župe
- Župa Svetog Josipa Zenica na sajtu